# Arzew
Arzew (in arabo: أرزيو) è una città portuale dell'Algeria a circa 40 chilometri da Orano
La città era nota come Arsenaria durante il dominio romano e Saint-Leu durante quello francese.
Alcune volte è citata come Arzeu o Arziw.

## Luoghi d'interesse
Nella zona sono presenti resti romani.

## Economia
L'economia della città, che precedentemente si reggeva sul sale e sul grano, si basa oggigiorno sull'esportazione del gas naturale e sulla raffinazione dei prodotti petroliferi. Ancora attiva è la pesca. Importanti sono anche gli stabilimenti chimici per la produzione di ammoniaca, nitrati ed urea.